# مستشفى مسلم التخصصي
مستشفى مسلّم التخصصي هو مستشفى خاص في مدينة رام الله في فلسطين. تأسس عام 2013 بقدرة سريرية بلغت 50 سريرًا.

## الخدمات
يضم مبنى المستشفى الذي تبلغ مساحته 8,000 متر العديد من الأقسام الطبية، وهي: العمليات، الجراحة العامة، وجراحة العظام والمسالك البولية، العناية المكثفة، النسائية والتوليد، الأطفال وحديثي الولادة، العيون، المختبر، الأشعة، الصيدلية بالإضافة إلى الطوارئ.

## الإلغاء
في سبتمبر 2019، أعلن عن افتتاح مستشفى إتش كلينك التخصصي في مبنى مستشفى مسلم التخصصي.

## وصلات خارجية
- الموقع الرسمي.